# لوله‌ای (گیاه‌شناسی)

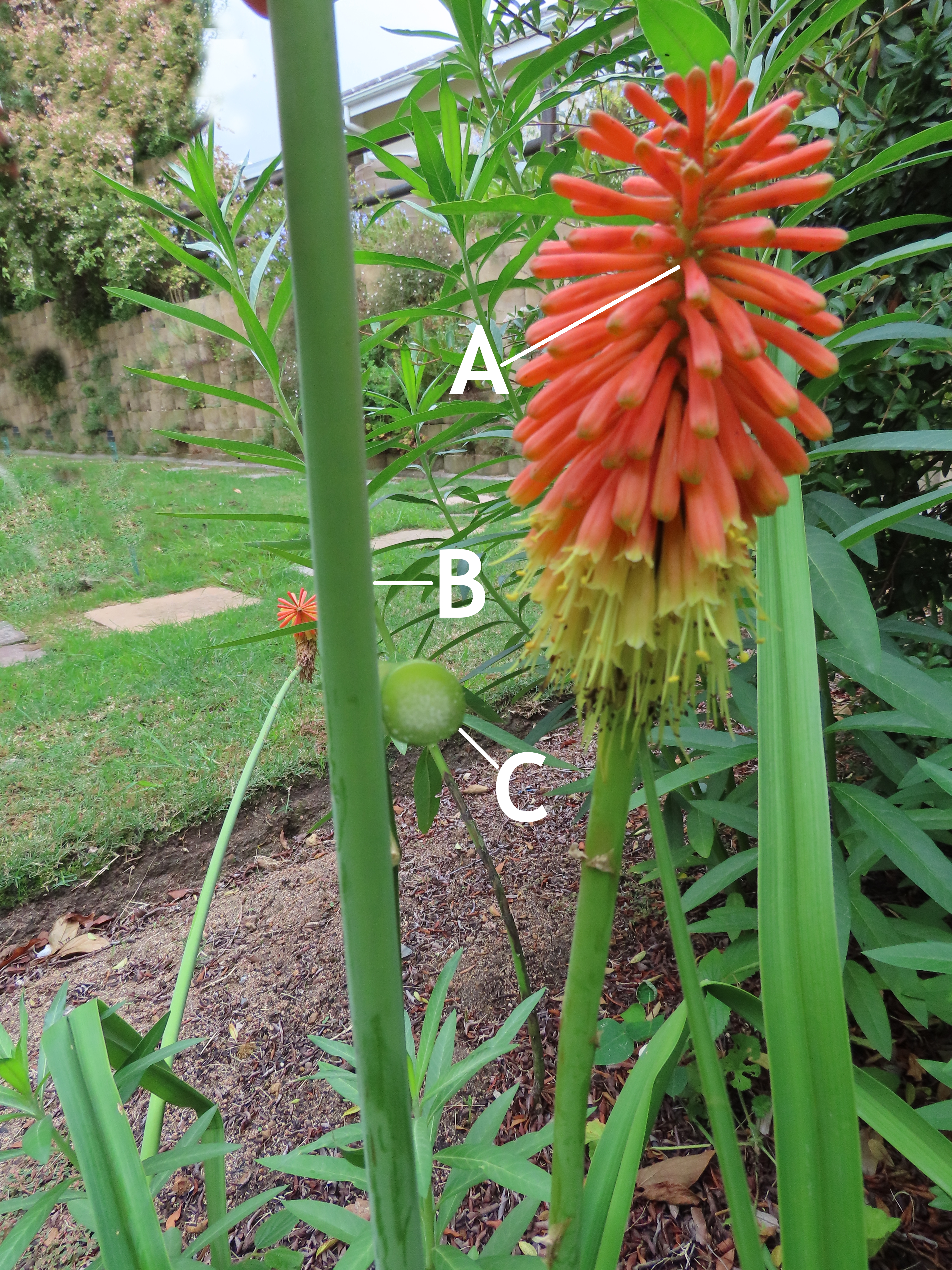
نژاد لوله‌ای گرزی با مقطع دمگل. الف: یک گل‌آذین این گیاه ب: گل‌آذین یک گل‌آذین دیگر از گیاه ج: مقطعی از چنین دمگلی، در عمل دایره‌ای‌شکل

لوله‌ای (به انگلیسی: Terete) اصطلاحی در گیاه‌شناسی است که برای توصیف مقطعی دایره‌ای یا مانند دایره‌ای انحرافی با یک سطح منفرد به دور آن استفاده می‌شود که معمولاً با مقاطع مسطح، با سطح بالایی مشخص که با سطح پایینی متفاوت است، در تضاد است. سطح مقطع یک شاخه در درخت تا حدودی گرد است، بنابراین شاخه به صورت سه تکه است. سطح مقطع یک برگ معمولی دارای یک سطح بالایی و یک سطح پایینی است، بنابراین برگ دارای سطحی نیست. با این حال، برگ‌های گوشتی گیاهان گوشتی گاهی بی‌چسب هستند. گلسنگ‌های بوته‌ای در مقایسه با گلسنگ‌های برگ‌برگ و گلسنگ‌های کرستوز، دارای سطح مقطع تقریباً دایره‌ای و دارای سطحی شبیه به پوست پیچیده هستند که به آن پوسته می‌گویند.
گیاهان و گلسنگ‌ها را می‌توان به‌عنوان خرده‌لوله توصیف کرد، به این معنی که آنها کاملاً لوله‌ای نیستند.